# Безробіття в Росії
Рівень зайнятості населення Росії є досить високим ще з радянських часів, коли народжуваність знизилася, а число жінок, залучених в економіку, різко зросла. Після кризи на ринку праці в ході шокової терапії 1990-х років,відновився ріст економіки  що дозволило знизити рівень безробіття і збільшити зайнятість населення. У 2013 році Росія займала перше місце в СНД за загальною кількістю безробітних (більше 4 мільйонів осіб).
Офіційний рівень безробіття в Росії, станом на квітень 2015 року, за даними «Росстату» (облік за методикою МОП), склав 5,8% економічно активного населення або 4,4 мільйона осіб.
Кількість безробітних, зареєстрованих у Центрах зайнятості, в 4,8 рази менше - 917 441 осіб, станом на 18.11.2015 р
Загалом, станом на квітень-травень 2015 року, за даними «Роструда» і «Росстату», не мали офіційного працевлаштування 25,5% економічно активного населення Росії (19,4 млн. З 76100000 чоловік), в тому числі 4400000 осіб безробітних і 15,0 млн осіб, імовірно, в тіньової зайнятості. Крім цього, в 2013 р демографи нарахували близько 17800000 людей, що знаходяться в працездатному віці, але не працюють(економічно неактивне населення).
Незважаючи на те що жінки в Росії активно зайняті в економіці, в Росії до цих пір деякі роботодавці практикують дискримінацію за гендером та віком. В останні роки ситуація з дискримінацією жінок значно покращилася, так, в 2013 р число жінок серед керівників компаній у Росії перевищило 40%, що є найвищим показником у світі. Найбільш широко роботодавцями практикується дискримінація за віком, спад зарплат у чоловіків відзначається після 38 років, у жінок спад зарплат починається після 44 років. Крім дискримінації, іншою проблемою зайнятості в Росії, незважаючи на офіційно найнижчий рівень безробіття, є широке поширення тіньової зайнятості, що різко збільшилася після Перебудови та економічних криз.
Демографи прогнозують, що в період з 2014 по 2017 роки економічно активне населення Росії (20-64 роки) буде щорічно скорочуватися в середньому на 0,7%, що вплине на рівень безробіття. За іншими прогнозами, в період з 2014 по 2025 рік економічно активне населення в Росії може скоротитися на 6-7 мільйонів чоловік, за 2010-2050 роки - на чверть, на 23000000 чоловік. Однак, ці прогнози поки не підтверджуються статистикою. Так, за даними "Росстату", за 9 міс. 2015 чисельність економічно активного населення Росії виросла на 1,3 млн. Осіб, у порівнянні з тим же періодом 2014 (77,2 і 75900000. Осіб, відповідно). На наявні робочі місця, роботодавці інтенсивно наймають іноземних трудових мігрантів (гастарбайтерів) з країн СНД, готових працювати в тіньовій зайнятості, за меншу зарплату і в гірших умовах, ніж громадяни Росії. Кількість легальних і нелегальних гастарбайтерів в Росії в 2013 році орієнтовно становило 7 млн. Чоловік. З 2011 р постійний приріст працездатного населення Росії забезпечувався за рахунок іммігрантів з країн СНД, які отримали російське громадянство. У 2013 р міграційний приріст повністю компенсував спад населення і перевищив його майже в 2,5 рази ..